# Нуклид
Нукли́д (лат. nucleus — «ядро» и др.-греч. είδος — «вид, сорт») — вид атомов, характеризующийся определённым массовым числом, атомным номером и энергетическим состоянием ядер и имеющий время жизни, достаточное для наблюдения.

## Общее описание
Из определения следует, что нуклид — это каждый отдельный вид атомов какого-либо химического элемента с ядром, состоящим из строго определённого числа протонов (Z) и нейтронов (N), причём ядро находится в определённом энергетическом состоянии (основном состоянии или одном из изомерных состояний).
Число протонов Z представляет собой атомный номер элемента, а сумма A = Z + N — массовое число. Нуклиды, имеющие одинаковый атомный номер (то есть обладающие одинаковым числом протонов), называются изотопами, одинаковое массовое число — изобарами, одинаковое число нейтронов — изотонами. 
Атомы изотопов являются атомами одного и того же химического элемента (например, изотопы кислорода кислород-16, кислород-17 и кислород-18 имеют одинаковое число протонов, Z = 8, но разное число нейтронов, N = 8, 9 и 10). При этом одинаковые изотопы одного и того же элемента могут представлять собой разные нуклиды — изомеры; именно поэтому предпочтительно употребление термина «нуклид» (а не «изотоп») при описании явлений, связанных с радиоактивностью. 

Атомы изобаров относятся к разным химическим элементам, например азот-16, кислород-16 и фтор-16; в каждой изобарической цепочке (то есть в полном наборе изобаров, имеющих данное массовое число) все химические элементы различны, если не учитывать изомерных состояний нуклидов. Так, в изобарической цепочке с A = 6 известны 4 нуклида: водород-6 с N = 5 и Z = 1, гелий-6 (4, 2), литий-6 (3, 3) и бериллий-6 (2, 4); теоретически может существовать также бор-6 (1, 5), но экспериментально он не наблюдался.
Относительная атомная масса нуклида округлённо равна его массовому числу, только для углерода-12 она по определению точно равна 12. Например, относительная атомная масса кальция-40 равна 39,96259098. Разность относительной атомной массы и массового числа называется избытком массы.
Для обозначения нуклида элемента (E) используют запись вида: А
ZE 
N, причём индексы Z и N могут опускаться. Распространённым является обозначение «элемент-A» (например, углерод-12, уран-238, U-235). Для нуклидов, представляющих собой метастабильные возбуждённые состояния одного изотопа (изомеры), используют латинскую букву m в верхнем правом или верхнем левом индексе, например 180Tam или 180mTa. Если существует более одного возбуждённого изомерного состояния с данными A и Z, то для них (в порядке возрастания энергии) используют индексы m1, m2 и т. д. либо последовательность букв m, n, p, q,… Некоторые нуклиды имеют традиционные собственные названия, такие как дейтерий, актинон и т. п. (см. список таких названий).

## Классификация
Нуклиды делятся на стабильные и радиоактивные (радионуклиды, радиоактивные изотопы). 
Стабильные нуклиды не испытывают спонтанных радиоактивных превращений из основного состояния ядра. 
Радионуклиды путём радиоактивных превращений переходят в другие нуклиды. В зависимости от типа распада, образуются либо другой нуклид того же самого элемента (при нейтронном или двухнейтронном распаде), либо нуклид другого элемента с тем же массовым числом (распады, изменяющие заряд ядра без вылета нуклонов, то есть бета-распад, электронный захват, позитронный распад, все виды двойного бета-распада), либо два или несколько новых нуклидов (альфа-распад, протонный распад, кластерный распад, спонтанное деление).
Среди радионуклидов выделяются короткоживущие и долгоживущие. Радионуклиды, существующие на Земле с момента её формирования, часто называют природными долгоживущими, или примордиальными радионуклидами; такие нуклиды имеют период полураспада, превышающий 5⋅108 лет. Для каждого элемента были искусственно получены радионуклиды; для элементов с атомным номером (то есть числом протонов), близким к одному из «магических чисел», количество известных нуклидов может доходить до нескольких десятков. Наибольшим количеством известных нуклидов — 47 — обладает ртуть (в диапазоне массовых чисел 170—216, без учёта изомерных состояний). Некоторые элементы имеют лишь один стабильный нуклид (так называемые моноизотопные элементы, например, золото и кобальт), а максимальным числом стабильных нуклидов — 10 — обладает олово. У многих элементов все нуклиды радиоактивны (все элементы, имеющие атомный номер больше, чем у свинца, а также технеций и прометий). Каждому массовому числу соответствует от 0 до 2 стабильных нуклидов, числу нейтронов — от 0 до 6. Общее число всех известных нуклидов превышает 3300 (без учёта изомеров; на сегодня известно около 1000 нуклидов в основных состояниях, для которых существуют одно или несколько метастабильных возбуждённых состояний с периодом полураспада, превышающим 0,1 мкс).
Для многих нуклидов (в том числе для наблюдательно стабильных) законами сохранения разрешён тот или иной вид радиоактивности, в действительности не наблюдающийся на существующем уровне чувствительности экспериментальных установок из-за чрезвычайно большого периода полураспада. В частности, для любого данного массового числа A возможен только один бета-стабильный нуклид, соответствующий глобальному минимуму энергии в данной изобарной цепочке. Для всех остальных нуклидов с данным A кинематически разрешён обычный или двойной бета-распад (включая β−, β+ или электронный захват), хотя предсказываемые периоды полураспада могут быть крайне велики — например, 1030 лет и выше. Большинство нуклидов с массовым числом больше 140 могут испытывать альфа-распад, но по той же причине — крайне большое время жизни — для многих из них этот канал распада не наблюдался. С увеличением чувствительности экспериментов некоторые нуклиды переходят из разряда стабильных в (слабо)радиоактивные (например, была обнаружена слабая альфа-радиоактивность с периодами полураспада >1018 лет у ранее считавшихся стабильными висмута-209, вольфрама-180 и европия-151).

## История и этимология
Термин «нуклид» (а также «радионуклид») был предложен Трумэном Команом (Truman P. Kohman) в 1947 году. Автор термина обсудил его со специалистами по классической филологии (профессорами Гертрудой Смит и Бенедиктом Эйнарсоном), чтобы наиболее точно передать смысл, выражаемый этим словом, то есть сорт ядер (от латинского корня nucle- — «ядро» и др.-греч. είδος — «вид, сорт», с отбрасыванием лишних гласных на стыке для благозвучия). Определение Комана, данное в его статье, посвящённой новому термину: «Нуклид. Сорт атома, характеризующийся строением его ядра, в частности числом протонов и нейтронов в его ядре».